# 1603
- Wikisource

| Calendário gregoriano                                                        | 1603 MDCIII                          |
| Ab urbe condita                                                              | 2356                                 |
| Calendário arménio                                                           | 1052 – 1053                          |
| Calendário bahá'í                                                            | -241 – -240                          |
| Calendário budista                                                           | 2147                                 |
| Calendário chinês                                                            | 4299 – 4300 Início a 11 de fevereiro |
| Calendário copta                                                             | 1319 – 1320                          |
| Calendário etíope                                                            | 1595 – 1596                          |
| Calendários hindus - Vikram Samvat - Calendário nacional indiano - Cáli Iuga | 1658 – 1659 1524 – 1525 4703 – 4704  |
| Calendário Holoceno                                                          | 11603                                |
| Calendário islâmico                                                          | 1012 – 1013                          |
| Calendário judaico                                                           | 5363 – 5364                          |
| Calendário persa                                                             | 981 – 982                            |
| Calendário rúnico                                                            | 1853                                 |
| Calendário solar tailandês                                                   | 2146                                 |

1603 (MDCIII, na numeração romana) foi um ano comum do século XVII do actual Calendário Gregoriano, da Era de Cristo, e a sua letra dominical foi E (52 semanas), teve início a uma quarta-feira e terminou também a uma quarta-feira.
| Ano completo                        |
| ----------------------------------- |
| Ano comum com início à quarta-feira |

## Eventos
- 25 de Fevereiro - O navio português Santa Catarina foi capturado pela Companhia da Índia holandesa ao largo de Singapura.
- A morte da rainha Elizabeth I, sem deixar herdeiros, levou o rei da Escócia, Jaime IV, parente mais próximo da rainha, ao trono.

## Nascimentos
- 18 de Março - Rei João IV de Portugal (m. 1656).
- 17 de Agosto - Lennart Torstensson, general e engenheiro militar sueco (m. 1651).
- 21 de Dezembro - Roger Williams, teólogo inglês (m. 1684).
- Abel Tasman, navegador e explorador neerlandês, descobridor da Tasmânia (m. 1659).
- José Abád, foi um Orador e poeta espanhol, m. 1667.

## Mortes

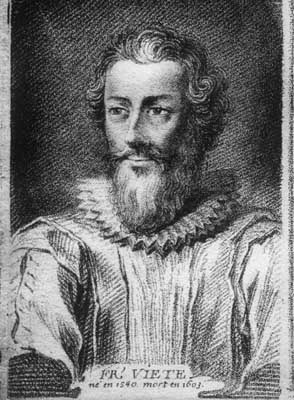
François Viète (1540 - 1603).

- 23 de Fevereiro - Andrea Cesalpino, filósofo, médico, naturalista e botânico italiano (n. 1519).
- 24 de Março - Rainha Isabel I de Inglaterra (n. 1533).
- 22 de Julho - Łukasz Górnicki, foi humanista, poeta, bibliotecário, tradutor e chanceler polonês (n. 1527).
- 13 de Dezembro - François Viète, matemático francês (n. 1540)

## Epacta e idade da Lua
| Epacta gregoriana | 18      |
| Idade da Lua      | Letra t |

## Por tema
- 1603 na ciência